# Michaił Awdiejew
Michaił Wasiljewicz Awdiejew, ros. Михаил Васильевич Авдеев (ur. 2 września?/15 września 1913 w Gorodiecku, zm. 22 czerwca 1979 w Bałaszysze) – radziecki wojskowy, generał major, as lotniczy, Bohater Związku Radzieckiego; Białorusin.

## Życiorys
Urodził się we wsi Gorodieck w obwodzie mohylewskim, w rodzinie robotniczej.
W 1930 roku ukończył 6-klasową szkołę w swojej miejscowości. Rozpoczął pracę w kołchozie, gdzie pracował przez dwa lata, po czym wyjechał do Leningradu, gdzie przez kilka miesięcy pracował w elektrowni.
W maju 1932 roku został powołany do wojska i skierowany do Leningradzkiej szkoły lotniczej, którą ukończył w 1933 roku. Po jej ukończeniu został skierowany do Woroszyłowgradzkiej Szkoły Pilotów, którą ukończył w 1935 roku. Został wtedy pilotem myśliwskim i służył w 24 eskadrze myśliwskiej.
W 1938 roku przeniesiony został do lotnictwa Floty Czarnomorskiej, gdzie został dowódcą klucza w 1 eskadrze lotniczej w m. Eupatorii, a potem jej szefem sztabu. W 1940 roku przeniesiony został na stanowisko dowódcy klucza w 5 eskadrze 32 pułku lotnictwa myśliwskiego sił lotniczych Floty Czarnomorskiej, a w lutym 1942 roku został zastępcą dowódcy tej tym stanowisku zastała go wojna.
Po ataku na ZSRR brał udział w walkach w rejonie Morza Czarnego. W styczniu 1942 roku został dowódcą eskadry w 8 pułku lotnictwa myśliwskiego (kwietniu 1942 roku pułk przemianowano na 6 pułk lotnictwa myśliwskiego gwardii). Brał udział w obronie Krymu i Sewastopola.
Za odwagę i bohaterstwo w walkach z hitlerowskim najeźdźcą, dekretem Prezydium Rady Najwyższej ZSRR z dnia 14 czerwca 1942 r. otrzymał tytuł Bohatera Związku Radzieckiego.
W lipcu 1942 roku został zastępcą dowódcy pułku, a w kwietniu 1943 dowódcą 6 pułku lotnictwa myśliwskiego Gwardii, którym dowodził do października 1944 r. W tym okresie brał udział w walkach na Kaukazie, operacjach: noworosyjsko-tamańskiej, krymskiej, wyzwoleniu Odessy i jasko-kiszyniowskiej.
W czasie wojny brał udział w 498 lotach bojowych, brał udział w 141 walkach powietrznych i zestrzelił 17 samolotów wroga.
W październiku 1944 roku został skierowany na wyższy kurs lotnictwa i obrony powietrznej przy Akademii Marynarki Wojennej im. Woroszyłowa, który ukończył w maju 1945 roku.
W maju 1945 roku został dowódcą 6 Dywizji Lotnictwa Myśliwskiego Floty Północnej (w 1946 roku dywizja została przeformowana w dywizję mieszaną), dowodził nią do marca 1947 roku. Po czym skierowany został do Akademii Sztabu Generalnego im. Woroszyłowa, na której ukończył wydział lotniczy w 1949 roku.
W kwietniu 1949 roku został dowódcą 92 Mieszanej Dywizji Lotniczej 4 Floty ZSRR (w kwietniu 1950 przekształcona w 601 Dywizję Lotnictwa Szturmowego) i którą dowodził do maja 1951 roku. Następnie w latach 1951 – 1953 był zastępcą szefa szkolenia lotniczego lotnictwa marynarki wojenne, a od 1953 do marca 1956 roku pomocnikiem szefa sił lotniczych 8 Floty ZSRR. Po czym wrócił na stanowiska dowódcze zostając w marcu 1956 roku dowódcą 9 Korpusu Lotniczego Floty Bałtyckiej, którym dowodził do września 1958 roku.
Następnie odchodzi z lotnictwa marynarki wojennej i od września do listopada 1958 roku jest pierwszym zastępcą dowódcy 42 Armii Lotniczej OPK, a następnie zastępcą dowódcy lotnictwa myśliwskiego Bakijskiego Okręgu Obrony Powietrznej Kraju, którą to pełni do kwietnia 1960 roku. W okresie od lipca 1960 do sierpnia 1961 roku jest dowódcą lotnictwa w 8 Samodzielnej Armii Obrony Powietrznej Kraju w Kijowie. Po czym od grudnia 1961 roku jest zastępcą dowódcy i równocześnie szefem wyszkolenia bojowego lotnictwa Północnokaukaskiego Okręgu Wojskowego, funkcję tę pełnił do czasu przejścia do rezerwy.
W marcu 1964 roku przeszedł do rezerwy ze względu na stan zdrowia.
Po przeniesieniu do rezerwy mieszkał w m. Bałaszycha, gdzie zmarł 22 czerwca 1979 roku, został pochowany na cmentarzu kuncewskim.

## Awanse
- generał major (6.04.1957)

## Odznaczenia
- Medal „Złota Gwiazda” Bohatera Związku Radzieckiego (nr 858, 14 czerwca 1942)
- Order Lenina (14.06.1942)[4]
- Order Czerwonego Sztandaru (sześciokrotnie – 8.12.1941, 18.02.1942, 24.04.1943, 27.09.1944, 3.11.1953, 22.02.1955)
- Order Suworowa III klasy (22.01.1944)
- Order Wojny Ojczyźnianej I st. (1946)
- Order Czerwonej Gwiazdy (dwukrotnie – 6.11.1947, 29.04.1955)
- Krzyż Marynarki Wojennej (USA) (1943)
- Medal „Za zasługi bojowe” (3.11.1944)